# 昌言
昌言是仲長統的著作，書名的意思是「当言之意」。全書共三十四篇，十余万字。該著作是仲長統去世后友人缪袭整理撰次成集的。《隋书·经籍志》中著录《昌言》12卷。宋朝时全書已經散失。后汉书中記載了《理乱》、《损益》和《法诚》三篇全文。《群书治要》、《意林》、《齐民要术》等书中也保存了《昌言》一些残文。明代起該書有辑本。清朝马国翰辑为二卷，刊入《玉函山房辑件书》，严可均亦收入《全后汉文》。中华书局2012年出版的孙启治校注的《昌言校注》也是一種輯本。
仲長統在书中对东汉末年的时政發表评论。作者反对当时的神秘主义天道观，作者還认为父母出現六种情况下，子女不应绝对服从。作者還反對奢侈、外戚宦官专权，主张恢复井田並限制土地兼并。